# Yorleys Mena
Yorleys Mena Palacios (Apartadó, Antioquia, Colombia; 20 de julio de 1991) es un futbolista colombiano. Juega como delantero y su equipo actual es el Alianza Universidad de la Liga 1 de Perú. Sus cuatro hermanos: Jhonny Mena, Yeison Mena, Yair Mena y  Jefferson Mena también son futbolistas.

## Trayectoria

### Inicios y DIM
Ingresó a las inferiores del Independiente Medellín junto a su hermano mayor Jefferson Mena (quien es defensor).
En 2009, cuando Leonel Álvarez es designado como técnico del Independiente Medellín, debuta como titular en el torneo finalización 2009 jugando 2 partidos en el semestre y teniendo buenas actuaciones. Durante 2010 y 2011 no tuvo mucha continuidad (solo jugó 10 partidos entre los 2 años, 5 en cada uno). Su primer gol con el Medellín fue en la 5 fecha de la Copa Colombia 2011. Su segundo gol con el club también fue en dicho torneo pero en la edición del 2012. Durante el 2012 se consolida en el club jugando 20 partidos siendo dirigido por Hernan Darío Gómez llegando a quedar subcampeones del torno finalización 2012. Ya en diciembre de ese año el "Bolillo" Goméz le comunica que no lo va a tener en cuenta para el 2013.

### Real Cartagena
En enero del año siguiente es fichado por el Real Cartagena para el 2013. Durante el primer semestre convirtió 6 goles en el torneo apertura, además de marcar 14 goles en 12 partidos en la Copa Colombia 2013, siendo el goleador del certamen y, siendo además buscado por clubes del exterior que quieren ficharlo en el receso de final de año.

### Independiente Medellín
En diciembre de ese año vuelve al Independiente Medellín junto con Luis Tipton.

### Monarcas Morelia
El 11 de diciembre Mena es fichado por Monarcas Morelia de la Primera División de México para la temporada 2015. Lo más relevante con el equipo azteca fue en un partido donde iban empatados, al último minuto culminó mal un contragolpe que definiría el partido cuando se tropezó con el balón, este hecho marcaría su estancia en el equipo, y poco después daría fin a su etapa en Morelia y en el futbol mexicano.

### Junior de Barranquilla
El 8 de enero de 2016 es fichado por Junior de Barranquilla de la Primera División de Colombia para el torneo apertura 2016.

### Independiente Medellín
Para la segunda temporada del 2016 en Colombia actúa de nuevo en el Independiente Medellín.

### América de Cali
Para la temporada 2017 de la Categoría Primera A es contratado por el América de Cali.

### Alianza Petrolera
Para el segundo semestre de 2017 juega con Alianza Petrolera.

### Deportivo Pereira
Para la primera temporada de 2018 juega para el Deportivo Pereira realizando una gran campaña anotando 12 goles en 19 partidos, siendo el goleador del equipo "Matecaña".

### Independiente Medellín
Gracias a su buena campaña en el Deportivo Pereira regresa al equipo rojo de Antioquia para el segundo semestre de 2018.

## Clubes
| Club                      | País            | Año               |
| ------------------------- | --------------- | ----------------- |
| Independiente Medellín    | Colombia        | 2009 - 2012       |
| Real Cartagena            | Colombia        | 2013              |
| Independiente Medellín    | Colombia        | 2014              |
| Monarcas Morelia          | México          | 2015              |
| Junior                    | Colombia        | 2016              |
| Independiente Medellín    | Colombia        | 2016              |
| América de Cali           | Colombia        | 2017              |
| Alianza Petrolera         | Colombia        | 2017              |
| Deportivo Pereira         | Colombia        | 2018              |
| Independiente Medellín    | Colombia        | 2018              |
| Real Cartagena            | Colombia        | 2019              |
| Universidad César Vallejo | Perú            | 2020 - 2021       |
| Ajman Club                | Emiratos Árabes | 2021 - 2022       |
| Universidad César Vallejo | Perú            | 2022 - 2024       |
| Alianza Universidad       | Perú            | 2025 - actualidad |

## Estadísticas
Actualizadas al 19 de mayo de 2022.
| Independiente Medellín · Colombia |               |               |     |              |              |              |              |     |     |      |      |
| 1ª | 2009          | 2             | 0   | Inexistentes | Inexistentes | 0            | 0            | 2   | 0   | 0    |      |
| 1ª | 2010          | 5             | 0   | Inexistentes | Inexistentes | Inexistentes | Inexistentes | 5   | 0   | 0    |      |
| 1ª | 2011          | 0             | 0   | 5            | 1            | Inexistentes | Inexistentes | 5   | 1   | 0.20 |      |
| 1ª | 2012          | 9             | 0   | 9            | 1            | Inexistentes | Inexistentes | 18  | 1   | 0.06 |      |
| 1ª | 2014          | 39            | 11  | 9            | 4            | Inexistentes | Inexistentes | 48  | 15  | 0.31 |      |
| 1ª | 2016          | 4             | 0   | 3            | 0            | 0            | 0            | 7   | 0   | 0    |      |
| 1ª | 2018          | 1             | 0   | 1            | 0            | Inexistentes | Inexistentes | 2   | 0   | 0    |      |
| Total club | Total club    | 60            | 11  | 27           | 6            | 0            | 0            | 87  | 17  | 0.20 |      |
| Real Cartagena · Colombia |               |               |     |              |              |              |              |     |     |      |      |
| 2ª | 2013          | 37            | 12  | 12           | 14           | Inexistentes | Inexistentes | 49  | 26  | 0.53 |      |
| 2ª | 2019          | 19            | 6   | Inexistentes | Inexistentes | Inexistentes | Inexistentes | 19  | 6   | 0.32 |      |
| Total club | Total club    | 56            | 18  | 12           | 14           | 0            | 0            | 68  | 32  | 0.47 |      |
| Monarcas Morelia · México |               |               |     |              |              |              |              |     |     |      |      |
| 1ª | 2015          | 12            | 1   | 1            | 0            | 2            | 0            | 15  | 1   | 0.07 |      |
| 1ª | 2015          | 5             | 0   | 5            | 0            | Inexistentes | Inexistentes | 10  | 0   | 0    |      |
| Total club | Total club    | 17            | 1   | 6            | 0            | 2            | 0            | 25  | 1   | 0.04 |      |
| Junior · Colombia |               |               |     |              |              |              |              |     |     |      |      |
| 1ª | 2016          | 6             | 0   | Inexistentes | Inexistentes | Inexistentes | Inexistentes | 6   | 0   | 0    |      |
| Total club | Total club    | 6             | 0   | 0            | 0            | 0            | 0            | 6   | 0   | 0    |      |
| América de Cali · Colombia |               |               |     |              |              |              |              |     |     |      |      |
| 1ª | 2017          | 9             | 1   | 4            | 1            | Inexistentes | Inexistentes | 13  | 2   | 0.15 |      |
| Total club | Total club    | 9             | 1   | 4            | 1            | 0            | 0            | 13  | 2   | 0.15 |      |
| Alianza Petrolera · Colombia |               |               |     |              |              |              |              |     |     |      |      |
| 1ª | 2017          | 3             | 0   | 3            | 0            | Inexistentes | Inexistentes | 6   | 0   | 0    |      |
| Total club | Total club    | 3             | 0   | 3            | 0            | 0            | 0            | 6   | 0   | 0    |      |
| Deportivo Pereira · Colombia |               |               |     |              |              |              |              |     |     |      |      |
| 2ª | 2018          | 11            | 10  | 5            | 2            | Inexistentes | Inexistentes | 16  | 12  | 0.75 |      |
| Total club | Total club    | 11            | 10  | 5            | 2            | 0            | 0            | 16  | 12  | 0.75 |      |
| Universidad César Vallejo · Perú |               |               |     |              |              |              |              |     |     |      |      |
| 1ª | 2020          | 27            | 19  | Inexistentes | Inexistentes | Inexistentes | Inexistentes | 27  | 19  | 0.70 |      |
| 1ª | 2021          | 9             | 7   | 2            | 3            | 2            | 0            | 13  | 10  | 0.77 |      |
| 1ª | 2022          | 28            | 15  | Inexistentes | Inexistentes | Inexistentes | Inexistentes | 28  | 15  | 0.54 |      |
| 1ª | 2023          | 35            | 17  | Inexistentes | Inexistentes | 7            | 3            | 42  | 20  | 0.48 |      |
| 1ª | 2024          | 34            | 10  | Inexistentes | Inexistentes | 7            | 3            | 41  | 13  | 0.32 |      |
| Total club | Total club    | 133           | 68  | 2            | 3            | 16           | 6            | 151 | 77  | 0.43 |      |
| Ajman Club · EAU |               |               |     |              |              |              |              |     |     |      |      |
| 1ª | 2021-22       | 13            | 4   | 7            | 1            | Inexistentes | Inexistentes | 20  | 5   | 0.25 |      |
| Total club | Total club    | 13            | 4   | 7            | 1            | 0            | 0            | 20  | 5   | 0.25 |      |
| Alianza Universidad · Perú |               |               |     |              |              |              |              |     |     |      |      |
| 1ª | 2025          | 18            | 5   | Inexistentes | Inexistentes | Inexistentes | Inexistentes | 18  | 5   | 0.28 |      |
| Total club | Total club    | 18            | 5   | 0            | 0            | 0            | 0            | 18  | 5   | 0.28 |      |
| Total carrera | Total carrera | Total carrera | 326 | 118          | 66           | 27           | 18           | 6   | 410 | 151  | 0.37 |
| (1) Incluye datos de Copa Colombia (2011-2014), Copa Bicentenario 2021. (2) Incluye datos de Copa Libertadores (2015-2021) y Copa Sudamericana (2023). (3) Media de goles por encuentro. No incluye goles en partidos amistosos. |               |               |     |              |              |              |              |     |     |      |      |

- Fuente: Ficha en Fichajes.com

## Palmarés

### Campeonatos nacionales
| Título              | Club                   | País     | Año  |
| ------------------- | ---------------------- | -------- | ---- |
| Torneo Finalización | Independiente Medellín | Colombia | 2009 |

### Distinciones individuales
| Distinción                                       | Año  |
| ------------------------------------------------ | ---- |
| Máximo goleador de la Copa Colombia (14 goles)   | 2013 |
| Máximo goleador del Torneo Apertura de la Liga 1 | 2020 |
| Máximo goleador de Torneo Clausura de la Liga 1  | 2020 |
| Equipo ideal del Torneo Clausura de la Liga 1    | 2020 |
| Mejor once de la Liga 1 según la SAFAP           | 2020 |
| Mejor jugador de la Liga 1 según la SAFAP        | 2020 |
| Once ideal de la Liga 1                          | 2020 |
| Nominado a mejor jugador del año de la Liga 1    | 2020 |
| Máximo goleador del Torneo Apertura de la Liga 1 | 2021 |
| Máximo goleador de la Copa Bicentenario          | 2021 |